# 부여 금암리 오층석탑
금암리 오층석탑(金岩里 五層石塔)은 대한민국 충청남도 부여군 규암면에 있는 오층석탑이다. 1984년 5월 17일 충청남도의 유형문화재 제88호로 지정되었다.

## 같이 보기
- 오층석탑

## 참고 자료
- 금암리오층석탑 - 국가유산청 국가유산포털